# Авильяно
Авилья́но (итал. Avigliano) — город в Италии, расположен в регионе Базиликата, подчинён административному центру Потенца.
Население составляет 11 991 человек (на 31 апреля 2008), плотность населения составляет 144 чел./км². Занимает площадь 84 км². Почтовый индекс — 85021. Телефонный код — 0971.
Покровителем города считается святой Вит. Праздник города ежегодно празднуется 15 июня.